# Mercedes W14
De Mercedes-AMG F1 W14 E Performance, afgekort algemeen bekend als Mercedes W14 is een Formule 1-auto die gebruikt wordt door het Formule 1-team van Mercedes in het seizoen 2023. De auto is de opvolger van de Mercedes W13 en werd onthuld op 15 februari 2023 in Silverstone. De W14 zal worden bestuurd door Lewis Hamilton en George Russell, respectievelijk voor hun elfde en tweede seizoen bij het team.

## Resultaten
| Kleur   | Resultaat                       |
| ------- | ------------------------------- |
| Goud    | Winnaar                         |
| Zilver  | Tweede plaats                   |
| Brons   | Derde plaats                    |
| Groen   | Gefinisht (punten behaald)      |
| Blauw   | Gefinisht (geen punten behaald) |
| Blauw   | Niet geklasseerd (NC)           |
| Paars   | Uitgevallen (DNF)               |
| Rood    | Niet gekwalificeerd (DNQ)       |
| Zwart   | Gediskwalificeerd (DSQ)         |
| Wit     | Niet gestart (DNS)              |
| Blanco  | Gewond (INJ)                    |
| Blanco  | Uitgesloten (EX)                |
| Blanco  | Teruggetrokken (WD)             |
| Blanco  | Niet deelgenomen                |
| 1, 2, 3 | Sprint positie (punten behaald) |
| P       | Poleposition                    |
| S       | Snelste ronde                   |

| Jaar | Chassis en banden | Motor                             | Coureurs       | 1   | 2   | 3   | 4   | 5   | 6   | 7   | 8   | 9   | 10  | 11  | 12  | 13  | 14  | 15  | 16  | 17   | 18   | 19  | 20   | 21  | 22  | Punten | WK-plaats |
| ---- | ----------------- | --------------------------------- | -------------- | --- | --- | --- | --- | --- | --- | --- | --- | --- | --- | --- | --- | --- | --- | --- | --- | ---- | ---- | --- | ---- | --- | --- | ------ | --------- |
| 2023 | W14 P             | Mercedes-AMG F1 M14 E Performance |                | BHR | SAR | AUS | AZE | MIA | MON | SPA | CAN | OOS | GBR | HON | BEL | NED | ITA | SIN | JPN | QAT  | VST  | MXS | SAP  | LSV | ABU | 409    | Zilver    |
| 2023 | W14 P             | Mercedes-AMG F1 M14 E Performance | Lewis Hamilton | 5   | 5   | 2   | 76  | 6   | 4S  | 2   | 3   | 8   | 3   | 4P  | 74S | 6   | 6   | 3S  | 5   | 5DNF | 2DSQ | 2S  | 78   | 7   | 9   | 409    | Zilver    |
| 2023 | W14 P             | Mercedes-AMG F1 M14 E Performance | George Russell | 7   | 4   | DNF | 48S | 4   | 5   | 3   | DNF | 87  | 5   | 6   | 86  | 17  | 5   | 16† | 7   | 4    | 85   | 6   | 4DNF | 8   | 3   | 409    | Zilver    |